# Václav Kuneš
Václav Kuneš (* 19. května 1975 Praha) je český choreograf a tanečník, umělecký ředitel souboru 420PEOPLE.

## Studium, první angažmá
Již v mládí se zajímal o tanec. V Lidové škole umění navštěvoval hodiny pohybové výchovy a hru na klavír.. Studoval na pražské Taneční konzervatoři, kde k jeho spolužákům patřili např. bratři Jiří a Otto Bubeníčkovi. Po absolutoriu v roce 1993 se zúčastnil konkurzu a byl pak angažován v nizozemském Nederlands Dans Theater 2 (NDT2).

## Profesní působení

### Nederlands Dans Theater
Členem souboru Nederlands Dans Theater (NDT1) se stal v roce 1998 a pracoval zde až do roku 2004.
Zde měl možnost spolupracovat jako tanečník s řadou světových choreografů – především s Jiřím Kyliánem a dalšími umělci, např. s Ohadem Naharinem, Matsem Ekem, Nacho Duatem, William Forsythem, Paulem Lightfootem a dalšími.

### Období 2004–2007
V roce 2004 se vydal na dráhu nezávislého tanečníka a choreografa. Jako tanečník spolupracoval mj. s japonským choreografem Saburo Teshigawarou a v letech 2005–6 tančil v New National Theater Tokio. Současně spolupracoval s Jiřím Kyliánem jako asistent choreografa. Připravoval nastudování řady jeho děl, např. ve Finském národním baletu, Basel Ballet, baletu milánské La Scaly, Oper am Rhein v Düsseldorfu, Baletu Národního divadla v Praze, aj.
Vystupoval na scénách v mnoha státech Evropy, v Jižní Americe, Asii a Austrálii. Pravidelně byl hostem světových gala představení (např. Roberto Bolle & Friends gala´s).

### 420PEOPLE
Spolu s bývalou kolegyní z Holandska Natašou Novotnou založil v roce 2007 soubor současného tance 420PEOPLE, jehož je uměleckým ředitelem. Název souboru evokuje český původ – 420 je telefonní předčíslí pro Českou republiku. Pro soubor vytvořil řadu choreografií, např. Small hour, Golden crock, REEN, Wind-up, Mirage, Fairy queen.
Soubor vystupuje pravidelně i v zahraničí (např. Francie, Španělsko, Německo, Mexiko, Holandsko, Finsko, Norsko, Velká Británie, aj.) a také na českých scénách (Národní divadlo, Národní divadlo moravskoslezské, Národní divadlo Brno.
Soubor spolupracuje s řadou zahraničních choreografů a umělců (např. Ann Van den Broek, Ohad Naharin, Crystal Pite, Sidi Larbi Cherkaoui a další) a se světovými tanečními soubory, např. Copenhagen International Ballet, Tero Saarinen Company ve Finsku, Korzo Theater Nizozemí, Eastman v Belgii a další.

## Choreografie
Kromě své taneční činnosti se věnuje především choreografii. Rovněž bývá u některých projektů autorem návrhu scény, výpravy a věnuje se i režii.
Jeho vlastní choreografie jsou na repertoáru řady světových tanečních souborů (např. Skå nes Dansteater, Divadlo Korzo, aj.). Je také autorem řady choreografií pro NDT2 (např. Perspective), Copenhagen International Ballet (Sweat Tears, Neen-ya), Státní operu Bordeaux (Temporary condition), New National Theatre Tokio, Station Zuid (Wishes and Fears, Ghost Note – celovečerní choreografie inspirovaná jazzem) a další.

## Ocenění
- 2005 nominace na cenu Tanečník roku (v Cannes) za interpretaci Teshigawarovy choreografie Scream and Whisper
- 2007 Cena Sazky a Divadelních novin za choreografii Small Hour jako nejlepší představení sezóny v kategorii tanec a balet
- 2008 Cena Divadelního institutu za choreografii Small Hour

## Rodina
S manželkou, která je původem z Japonska, se seznámil během svého působení v
Nederlands Dans Theater, kde také tančila. Mají spolu dceru Aine.

## Choreografická tvorba, výběr
(uveden rok první premiéry)
- 2001 Graffiti, Laterna magika (spoluúčast na choreografii)
- 2007 Small Hour (premiéra: Divadlo Korzo, Den Haag, Nizozemí)
- 2009 A Small Hour Ago (premiéra na festivalu Holland Dance, Den Haag, Nizozemí)
- 2009 Ghost Note
- 2010 REEN
- 2010 Temporary condition
- 2012 MÁJ (režijní spolupráce Davida Prachaře)[13]
- 2012 Wind-up
- 2013 MIRAGE (inspirováno stand-up comedy)[14]
- 2014 Peklo – Dantovské variace (režijní spolupráce Jana Nebeského)
- 2016 Portrait Parlé/Paradiso (hudba Owen Belton)
- 2016 MIRAGE se Chantal Poulain, Nová scéna ND
- 2017 Královna víl
- 2018 Eliot–Trmíková–Nebeský–Dohnal: Pustina (režie a scéna Jan Nebeský, choreografie Václav Kuneš, tančí 420PEOPLE: Filip Staněk, Lukáš Nastišin/Václav Kuneš), DUP39
- 2022 František Hrubín: Kráska a zvíře (činohra, Národní divadlo, režie Daniel Špinar)

## Význačná zahraniční provedení vlastních choreografií, výběr
- 2007 Small Hour, Dominic Walsh Dance Theater, Houston, Texas, USA
- 2009 A Small Hour Ago, Holland Dance Haag
- 2011 Golden Crock, Affordance, REEN, Centre National de la Danse Paris
- 2017 Wind Up, The Edinburgh Festival Fronte

## Významná taneční vystoupení, výběr
- 2012–2014 6000 miles away (komponovaný pořad Sylvie Guillem)
- 2017 Gala 420PEOPLE – slavíme 10 let, Nová scéna ND[15]

## Filmografie, výběr
- 2007 My madness is my love – Impressions of Vaslav Nijinsky, role: Nižinskij, režie Joe Davidow
- 2013 Hamletophelia, režie Jakub Jahn
- 2017 Zavřeno (Closed), taneční film, režie Stein-Roger Bull, Jo Strǿmgren
- 2018 Best of 420PEOPLE & Please the Trees, divadelní záznam (taneční film), režie Václav Kuneš
- 2021 Nehoda, taneční film, režie Jo Strømgren, Stein-Roger Bull
- 2023 La Fabrica, dokumentární film, režie Slobodanka Radun
- 2024 Václav Kuneš, dokumentární film, režie Slobodanka Radun